# Paul Walker (Mittelstreckenläufer)
Paul Walker (* 2. Dezember 1973) ist ein ehemaliger britischer Mittelstreckenläufer, der sich auf die 800-Meter-Distanz spezialisiert hatte.
Bei den Leichtathletik-Weltmeisterschaften 1999 in Sevilla erreichte er im Vorlauf nicht das Ziel.
Von 1995 bis 1997 wurde er dreimal in Folge Schottischer Meister.

## Persönliche Bestzeiten
- 800 m: 1:46,4 min, 22. Juli 1997, Manchester
  - Halle: 1:49,0 min, 30. Oktober 1996, Glasgow